# 广州市第四十四中学
广州市第四十四中学，简称广州四十四中、四十四中。位于广东省广州市天河区，創立於1963年。2018年并入廣州市第一一三中學。

## 校区
- 东校区：原广州市第四十四中学，现时为广州市第一一三中學金融城東校區。在合併之前，高中，初三学生在此就读。地址为广东省广州市天河区员村二横路4号（黃埔大道中306號）。
- 西校区：原广州市天华中学，後改為广州市第四十四中学西校区，现时为广州市第一一三中學金融城西校區。在合併之前，初一，初二学生在此就读。地址为广东省广州市天河区员村二横路西街6号。